# Arcadius Placidus Magnus Felix
Arcadius Placidus Magnus Felix (in allen anderen Quellen kurz Flavius Felix) war ein spätantiker römischer Politiker zur Zeit des Ostgotenreichs Anfang des 6. Jahrhunderts n. Chr.
Felix entstammte einer vornehmen Familie des gallorömischen Senatsadels, die in der spätrömischen Aristokratie verwurzelt war. Nach dem frühen Tod seines Vaters, eines einflussreichen Senators, erbte Felix dessen Vermögen.
Vor 511 erhielt Felix von Theoderich mindestens ein bedeutendes Amt, da er bereits den Rang eines Vir illustris innehatte. Im Jahr 511 wurde er zum Konsul im Westen ernannt, während Secundinus sein Kollege im Osten war. Die Ernennung wurde durch Cassiodorus dokumentiert, der die offizielle Ankündigung festhielt. Eine weitere erhaltene Korrespondenz zeigt, dass Theoderich Felix in diesem Jahr anwies, die Zahlungen an die Wagenlenker des Hippodroms von Mediolanum (heute Mailand) nicht zu verweigern, sondern sicherzustellen, dass die Schulden beglichen werden, um die öffentliche Ordnung zu wahren.
Nach seinem Konsulat im Jahr 511 gibt es keine weiteren dokumentierten Ämter oder Tätigkeiten von Felix.